# ایلا لوت
ایلا لوت (مجاری: Ila Lóth؛ ۲۸ مه ۱۹۰۰ – ۲۱ سپتامبر ۱۹۷۵) بازیگر اهل مجارستان بود.
از فیلم‌ها یا برنامه‌های تلویزیونی که وی در آن نقش داشته‌است، می‌توان به پلنگ اشاره کرد.